# Харакава, Рики
Рики Харакава (яп. 原川 力; 18 августа 1993, Ямагути) — японский футболист, полузащитник клуба «Саган Тосу».

## Клубная карьера
Рики Харакава начинал свою карьеру футболиста в клубе «Киото Санга». 22 июля 2012 года он дебютировал в Джей-лиге 2, выйдя на замену в концовке домашнего поединка против «Эхимэ». В «Киото» Рики Харакава так и не сумел заиграть, а сезон 2014 года провёл на правах аренды также за команду Джей-лиги 2 «Эхимэ», где был игроком основного состава. 26 июля 2014 года он забил свой первый гол, выведя свою команду вперёд в домашнем поединке против «Консадоле Саппоро». Вернувшись в «Киото» в сезоне 2015 года Харакава уже значительно чаще чем в ранние годы играл за эту команду в лиге. С начала 2016 года он стал футболистом клуба Джей-лиги 1 «Кавасаки Фронтале». 19 апреля 2016 года Рики Хиракава дебютировал в главной японской лиге, выйдя на замену в концовке домашней встречи с командой «Саган Тосу».

## Карьера в сборной
В составе молодёжной сборной Японии Рики Харакава выиграл чемпионат Азии среди молодёжных команд 2016 года в Катаре.
Рики Харакава в составе олимпийской сборной Японии играл на футбольном турнире Олимпийских игр 2016 года в Рио-де-Жанейро. Он провёл лишь 1 матч своей сборной на этом соревновании, выйдя в первом матче против олимпийской сборной Нигерии и будучи заменённым на 53-й минуте.